# Тюльпан (ансамбль)
Государственный академический ансамбль песни и танца Калмыкии «Тюльпан» — советский и российский ансамбль песни и танца, основан в октябре 1937 года.

## История
Первым художественным руководителем коллектива стал Николай Рябченко, а дирижёром великолепный знаток фольклора, первый калмыцкий композитор С-Г.О Дорджина.
Уже в первые годы своего существования ансамбль начал активно выступать не только в республике, но и за её пределами. Настоящим экзаменом на творческую зрелость стало для него участие в марте 1939 года в Днях калмыцкой литературы и искусства в Москве.
С 1970 года коллектив выезжает на зарубежные гастроли. Самые тёплые и благодарные отзывы сопутствовали артистам во время их гастролей по Лаосу, Китаю, Индии, Польше, Италии, США, Франции, Тайваню, Швейцарии и т. д.

## Репертуар
В творчестве ансамбля «Тюльпан» нашло воплощение и стало достоянием масс наиболее яркое и значительное из того, что было создано народом. В вокально-хореографической композиции по мотивам героического эпоса «Джангар» отражён один из самых древних пластов народного творчества калмыков, где ярко выражен синтез инструментального, драматического, хореографического и вокального искусства. В золотом фонде коллектива любимые зрителем старинные народные танцы и песни («Чичирдык», «Дербетовский тавшур» и др.). Наряду со старинными танцами идёт развитие и сюжетных, жанровых танцев, где через пластику танца раскрывается характер и национальный колорит калмыцкого народа в целом.

## Награды
За заслуги в развитии национальной культуры Калмыцкий Государственный ансамбль песни и танца «Тюльпан» был удостоен звания Лауреата Государственной премии КАССР им. Героя Советского Союза Оки Ивановича Городовикова, дипломант Всероссийского конкурса, награждён Почётной грамотой Президиума Верховного Совета РСФСР.